# 九二神鵰之痴心情長劍
《九二神鵰之痴心情長劍》是一部1992年上映的香港奇幻爱情喜剧武俠片，黎大煒和元奎执导，劉德華和關之琳主演。上部《九一神鵰俠侶》票房大收使劉德華對本片期望甚高，並決定耗鉅資在加拿大雪山取景拍摄，惟上映後票房口碑皆不理想，香港票房不足千萬，較上部縮水超過一半。

## 剧情
拥有四把痴心情长宝剑的情仁喜欢天天练剑，他和发明家博士干爹，以及可爱的干儿子小添住在一栋水边别墅里，三人过着逍遥快活的生活，情仁还经常会在梦中见到情人姑姑。
他们从一个报道中得知，魔王波旬出一千万美金请人为他到玉女峰寻找一块玉女寒冰，为了赏金三人出发，并来到了玉女峰山脚下的旅馆─生命终站暂住下来，那里的老板娘露比发现梦中情人情人的到来而开心不已，情人在斯诺克桌球较量中靠着博士发明的魔幻放大镜而赢了露比。情人要离开遭到她的反对，情人不喜欢她，博士为了离开就将情人送她的纸飞机上的字条做了修改，让她误以为情人喜欢她。
三人到了玉女峰，情人不但找到那块玉女寒冰，更从寒冰里发现了他长久以来的梦中情人─姑姑的身影，所以他不愿意将寒冰卖掉。三人回旅馆途中遭到魔王手下拦截，敌人被打退，寒冰被带至生命终点旅馆。露比因发觉情人不爱自己，一怒之下就给魔王打电话报了信，使得魔王亲自带领人马前来，打斗中导致情人受到重伤。
就当小添和博士以为情人就要去世的时候，姑姑用自己体内的先天真气救活了他，虽然情人由于得到先天真气而变的武功高强刀枪不入，但是姑姑自己则因为失去先天真气而迅速衰老。情人醒来后与衰老的姑姑成了亲。成亲当晚魔王的人趁情人熟睡时虏走了姑姑，之后三人为救回姑姑就去魔宫找魔王决斗。
在与魔王打斗中情人又将体内的真气设法归还给了姑姑，恢复年轻容貌的姑姑与情人等四人一起联手终于除掉了魔王，而失去真气的情人也再次身患重伤。姑姑为了救情人则将他带到了极寒之地，从此两人永远相伴在一起，后来听说有人在南极看到过二人。

## 角色
| 演員   | 角色      | 粵語配音 | 備註                                             |
| 劉德華 | 情人/程仁 | 劉德華   | 拥有四把痴心情长剑                               |
| 關之琳 | 姑姑      | 沈小蘭   | 情人的梦中情人，具有先天真气的魔幻人物           |
| 元奎   | 博士      | 林保全   | 发明家，情人的乾爹                               |
| 黎梓霖 | 小添      |          | 情人是他乾爹，博士是他乾爺爺，绝招“龙卷旋风腿”   |
| 關淑怡 | 露比      | 黃玉娟   | 生命终站老板娘，喜歡情人                         |
| 吳耀漢 | 魔王波旬  | 吳耀漢   | 想获得姑姑的先天真气以长生不老的魔幻人物，大反派 |

## 歌曲
| 曲別   | 歌名           | 收录专辑                                      |
| ------ | -------------- | --------------------------------------------- |
| 主题曲 | 《情是那么笨》 | 《愛的空間》                                  |
| 插曲   | 《谢谢你的爱》 | 国语版：《谢谢你的爱》/粤语版：《真我的風采》 |

## 製作
本片的大量雪景於加拿大取景拍攝，本來打算在溫哥華附近取景，但因到埠時該地區已提早回暖溶雪，後轉往接壤阿拉斯加的育空取景。
因重新尋找取景地、天氣拖延進度等因素，外景費用由原來預算的港幣六百萬元提高至九百萬元，整體成本亦由原來預算的二千五百萬元提高至二千七百萬元。

## 相关作品
- 九一神鵰俠侶

## 外部連結
- 開眼電影網上《九二神鵰之痴心情長劍》的資料（繁體中文）
- 豆瓣电影上《九二神鵰之痴心情長劍》的資料 （简体中文）
- 时光网上《九二神鵰之痴心情長劍》的資料（简体中文）
- AllMovie上《九二神鵰之痴心情長劍》的资料（英文）
- 爛番茄上《九二神鵰之痴心情長劍》的資料（英文）
- 香港影庫上《九二神鵰之痴心情長劍》的資料（繁體中文）
- 互联网电影数据库（IMDb）上《九二神鵰之痴心情長劍》的资料（英文）